# Zuleika Suárez
Zuleika Kiara Suárez Torrenegra (San Andrés Islas, Colombia, 25 de junio de 1994) es una modelo, reina de belleza y antropóloga colombiana, que concursó en la edición 61 del Concurso Nacional de Belleza de Colombia, obteniendo el título de Virreina y representante de Colombia a Miss Internacional del año 2014 donde también obtuvo el título de Virreina.

## Biografía
Zuleika Kiara Suárez Torrenegra nació el 25 de junio de 1994 en Free Town, San Andrés, estudio antropología en la Universidad Nacional de Colombia, es prima de la Señorita San Andrés, P. y S.C. 1987, Danthya Beverly Archbold Simps. Ella se autodenomina raizal, y en el segundo semestre de antropología mientras estudiaba la lengua criolla sanandresano, le propusieron entrar en los concursos de belleza.

## Concursos de belleza

### Señorita Colombia 2013-2014
Participó en representación de San Andrés en el Concurso Nacional de Belleza de Colombia 2013, celebrado en Cartagena de Indias el 11 de noviembre de 2013, tras obtener las puntuaciones de 9.6 en desfile en traje de gala y 9.9 en desfile de traje de baño.
En las previas del certamen obtuvo varios premios especiales del reinado, como Señorita Puntualidad EDOX, Reina de la Geografía y el tercer lugar en Figura Bodytech, cabe destacar que gracias al título de Virreina la representación de la isla, alcanza su mejor figuración ya que hasta ese entonces las únicas que han llegado a la fase final son: Paola Gallardo Zakzuk en 2004, Rosa Helena Henry Archbold en 1981 (ambas Segunda Princesa) y Rosabell Castell en 1982, Elvira Flores en 1969 (ambas Tercera Princesa).

### Miss Internacional 2014
Zuleika representó a Colombia en el certamen Miss Internacional, en su versión número 54 que correspondió al año 2014, donde compitió por la corona que ostentaba la filipina Bea Rose Santiago, ganadora de la versión 2013, el 11 de noviembre de 2014 en Japón, donde obtuvo el título de 1.ª Finalista, además de las premiaciones de Miss Amistad y Mejor Vestuario. Como es habitual, la ganadora se convierte en una de las mujeres más bellas del mundo, puesto que este certamen es reconocido internacionalmente.

| Predecesor: · Nathalie den Dekker | 1.era Finalista en Miss International 2014 | Sucesor: Jennifer Valle      |
| Predecesor: Lorena Hermida        | Señorita Colombia International 2014       | Sucesor: Natalia Ochoa Calle |
| Predecesor: Lorena Hermida        | Virreina Nacional 2013                     | Sucesor: Natalia Ochoa Calle |
| Predecesor: Laura Archbold        | Señorita San Andrés, P. y S.C. 2013        | Sucesor: Annie Jay           |